# Ceroplastodes theobromae
Ceroplastodes theobromae är en insektsart som beskrevs av Gregorio Bondar 1925. Ceroplastodes theobromae ingår i släktet Ceroplastodes och familjen skålsköldlöss. Inga underarter finns listade i Catalogue of Life.